# Nemesis 4 – Engel des Todes
Nemesis 4 – Engel des Todes (Originaltitel: Nemesis IV) ist ein US-amerikanischer Science-Fiction-Film von Albert Pyun aus dem Jahr 1996. Er ist der vierte Teil der Nemesis-Filmreihe, die 1992 mit Nemesis begann.

## Handlung
Das Jahr 2080: der Krieg zwischen Menschen und Cyborgs hat sich beruhigt. Doch die Welt wird nun von kriminellen Großkonzernen beherrscht. Alex Sinclair arbeitet als Cyborg-Killerin, die ihre Opfer während des Sex tötet.
Nachdem sie einen korrupten Priester, der in den Drogenhandel verwickelt war, getötet hatte, sieht sie eine verschwommene Gestalt, die kurz darauf wieder verschwindet. Als sie ihrem Boss Bernhard in New York City Bericht erstattet, überredet dieser sie nach einem letzten Mord auszusteigen. Alex geht nach Zagreb, wo sie ihr vermeintliches Opfer ausschalten kann. Es handelte sich jedoch um den Falschen, den Sohn eines der Top-Gangsterbosse. Ihr Partner Earl Typhoon erhält den Auftrag, sie auszuschalten, doch es gelingt Alex ihn zu töten. Sie versucht nun herauszufinden, was hinter der Sache steckt. Dabei begegnet ihr wieder die geheimnisvolle Frau, die eine Art Todesengel darstellen soll.
Einem weiteren Cyborgkiller entlockt sie die Information, dass sie den falschen Mann getötet habe und nun ein Kopfgeld von 100 Millionen US-Dollar auf sie ausgesetzt sei. Sie ruft Johnny Impact, einen alten Freund an, der das Kopfgeld für sie bekommen soll. Widerwillig geht Johnny auf den Handel ein und die beiden haben ein letztes Mal Sex. Während des Akts taucht der „Todesengel“ wieder auf, doch Alex kann die Frau erschießen. Es stellt sich heraus, dass es sich um eine Partnerin von Bernard handelte. Da wird Alex klar, dass ihr Boss sie hereingelegt hat.
Johnny ruft Bernard an und überbringt ihm anschließend den Kopf der Partnerin. Danach schießt er auf Bernard und Alex taucht aus den Schatten auf. Die beiden überreden den sterbenden Cyborg dazu, die Zahlung des Kopfgelds zu veranlassen und tauchen dann unter.

## Hintergrund
Der Film entstand bei einem viertägigen Nachdreh des Films Ultimate Chase – Die letzte Jagd. Wie bereits bei Cyborg mit Das Alien vom Highway nutzte Regisseur Albert Pyun das Set des Films mit Christopher Lambert, um seine Nemesis-Filmreihe abzuschließen. Andrew Divoff, einer der Hauptdarsteller bei Ultimate Chase, spielte ebenfalls mit.
Bis auf die Hauptdarstellerin Sue Price hat der Film mit den Vorgängern nichts zu tun. Die kurze Laufzeit wird im Vor- und im Abspann durch Szenen aus den anderen beiden Teilen mit Sue Price verlängert.

## Veröffentlichung
Nemesis 4 wurde in Deutschland am 23. Dezember 1996 auf Video in einer stark geschnittenen Fassung veröffentlicht. In den USA erschien der Film erst drei Jahre später, am 27. April 1999. Eine ungeschnittene Fassung erschien auf Laserdisc, sowie auf DVD im Rahmen der Nemesis-Box von Laser Paradise.

## Kritik
Der Film wurde überwiegend als schlecht bewertet. Gründe dafür sind wie bei den Vorgängerfilmen in den miserablen Spezialeffekten und der fehlenden Kontinuität zu den ersten drei Teilen zu suchen.

„Der vierte Teil hat mit seinen Vorgängern nun eigentlich gar nichts mehr zu tun. Die sinnlose Story ist mehr als ärgerlich und die Schauspieler mehr als dünn. Um etwas Pep in den Film zu bringen, hat man die Hauptdarstellerin Sue Price dazu gebracht, ein paar Nacktszenen hinzulegen, was bei dem extrem muskelbepackten Körper wohl auch eher eine nur Randgruppe interessiert. Ansonsten gibt es die üblichen Nemesis-Action- und Schieß-Szenen, die nichts als Langeweile hervorrufen. Abschlußurteil: Ein mehr als unnötiger Film!!!“

„Ein Film ohne Sinn, Verstand und funktionsfähigen Plot, was durch viel nackte Haut der muskelbepackten Hauptdarstellerin wettgemacht werden soll. Das Ergebnis sind gähnende Langeweile und vertane Zeit.“